# Puger Wetan
Puger Wetan is een bestuurslaag in het regentschap Jember van de provincie Oost-Java, Indonesië. Puger Wetan telt 10.469 inwoners (volkstelling 2010).